# Baldassare d'Este

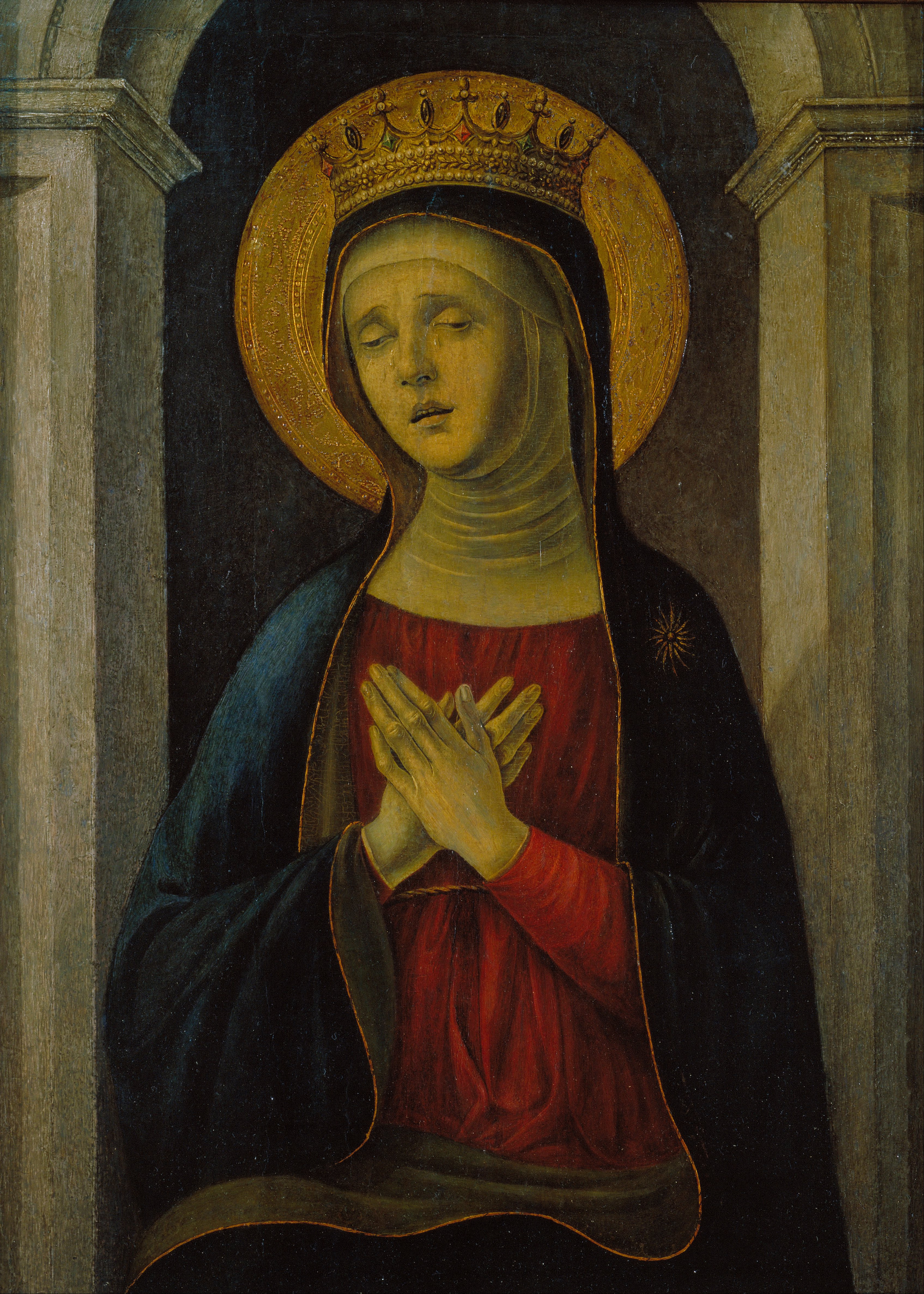
Mater Dolorosa, temple sobre tabla, 56,5 x 42 cm, Barcelona, Museo Nacional de Arte de Cataluña (MNAC).

Baldassarre d’Este, Baldasare Estense o Baldassarre Reggio  (Reggio Emilia, 1432 - Ferrara, 1504) fue un medallista y pintor renacentista italiano.

## Biografía y obra
Hijo natural posiblemente de Nicolás III de Este, marqués de Ferrara, fue bautizado en Reggio Emilia el 20 de junio de 1432. Se le documenta por primera vez como pintor en 1461 en Milán, trabajando al servicio de los Sforza. En 1469 se encontraba en Pavía para retratar a Galeazzo Maria Sforza y a su esposa Bona. Inmediatamente pasó a Ferrara, recomendado por Galeazzo Maria a Borso d’Este, de quien hizo un retrato ecuestre. En Ferrara trabajó como pintor de  la corte con Cosimo Tura, documentándose a su nombre, entre otros trabajos, tres medallas del duque Hércules I de Este fechadas en 1472 y la restauración de los frescos del Salón de los meses en el Palazzo Schifanoia, incluyendo el retoque de 36 retratos. En 1473 pintó dos retratos de Ercole I para ser enviados a su futura esposa, Eleanora de Aragón.
Junto a su dedicación al retrato, se documentan a nombre de Baldassarre los frescos de la vida de san Ambrosio en una capilla de la iglesia de Santo Domingo de Ferrara y un retablo con los Apóstoles para el convento de Santa Maria delle Grazie de Mortara.  
En 1493 se le documenta como capitán de Porta Castello en Reggio Emilia pero en 1497 se encontraba de nuevo en Ferrara, donde de 1498 a 1500 trabajó en el oratorio de la Concepción. Un fragmento de estos frescos con la estigmatización de san Francisco y una donante, ahora conservado en la Galería Nacional de Ferrara, es una de las pocas obras seguras de mano de Baldassarre que se han conservado, junto con un retrato de Tito Vespasiano Strozzi (Venecia, colección Cini) y las medallas citadas. A este reducido número de obras seguras cabría agregar un conjunto de obras de un anónimo seguidor de Ercole de Roberti reunidas por Roberto Longhi, quien se las atribuyó a una figura por él creada, Vicino da Ferrara, a quien algo después propuso identificar con Baldassarre d’Este, identificación que ha sido rechazada por quienes aprecian en la obra segura de Baldassarre rasgos arcaicos vinculados a una mayor sujeción a los modelos de Cosimo Tura y Francesco del Cossa, carente de la delicada elegancia de Ercole de Roberti.